# Мартса
Ма́ртса (эст. Martsa) — деревня  в волости Тойла уезда Ида-Вирумаа, Эстония.

## Число жителей
По данным переписи населения 2011 года в деревне насчитывалось 27 жителей, из них 20 (74,1 %) — эстонцы.
По состоянию на 1 января 2019 года в были зарегистрированы 54 жителя.

## История
В письменных источниках вероятно 1583 года упоминается деревня Martzby, вероятно 1620 года — деревня Mätz by, 1726 года — деревня Martza.
На карте советской Эстонии в 1945 году появилась деревня под названием Тойла-Мартса (Toila-Martsa), которая в 1977 году была переименована в Мартса.